# Jubilee (álbum)
Jubilee -Method of Inheritance- es el álbum debut como banda major del grupo japonés de power metal Versailles, pero el segundo álbum de estudio de la banda. Fue lanzado el 20 de enero de 2010.
Corresponde al último álbum en el que participan los cinco integrantes originales, debido a la muerte del bajista Jasmine you durante el transcurso de las grabaciones. Las piezas de bajo en las que no alcanzó a participar Jasmine, son interpretadas por el guitarrista Hizaki.
El cantante Kaya, participa como músico invitado en este álbum, proporcionando voces de apoyo en las canciones «Ai to Kanashimi no Nocturne» y «Catharsis».
La edición limitada viene en un paquete especial con un Booklet de 32 páginas y notas escritas por Tsuchiya Kyousuke y Arasawa Junko de la revista SHOXX. La edición limitada, también incluye como Bonus un DVD que incluye los PV's de «Ascendead Master» y «Serenade», Además de un Making of de los videos.
Alcanzó el número # 16 en el ranking del Oricon Style Albums Weekly Chart.

## Lista de canciones
| Disco uno (CD) |                                      |        |               |          |  |
| N.º            | Título                               | Letras | Música        | Duración |  |
| 1.             | «God Palace -Method of Inheritance-» | Kamijo | Kamijo        | 10:30    |  |
| 2.             | «Ascendead Master»                   | Kamijo | Hizaki        | 5:49     |  |
| 3.             | «Rosen Schwert»                      | Kamijo | Kamijo        | 4:10     |  |
| 4.             | «Ai to Kanashimi no Nocturne»        | Kamijo | Teru          | 4:54     |  |
| 5.             | «Amorphous»                          | Kamijo | Hizaki        | 5:08     |  |
| 6.             | «Reminiscence»                       |        | Teru          | 2:30     |  |
| 7.             | «Catharsis»                          | Hizaki | Hizaki & Teru | 6:05     |  |
| 8.             | «The Umbrella of Glass»              | Kamijo | Kamijo        | 4:23     |  |
| 9.             | «Gekkakou»                           | Hizaki | Hizaki        | 4:41     |  |
| 10.            | «Princess -Revival of Church-»       | Kamijo | Hizaki        | 8:16     |  |
| 11.            | «Serenade»                           | Kamijo | Hizaki        | 6:00     |  |
| 12.            | «Sound in Gate»                      | Kamijo | Kamijo        | 2:37     |  |
| 65:00          |                                      |        |               |          |  |

| Disco dos (DVD, Edición Japonesa) |                                                |          |  |
| N.º                               | Título                                         | Duración |  |
| 1.                                | «Ascendead Master» (Vídeo musical)             |          |  |
| 2.                                | «Serenade» (Vídeo musical)                     |          |  |
| 3.                                | «Making of» (Clips from the making of the PVs) |          |  |